# Celmira Zuluaga Aparicio
Celmira Zuluaga Aparicio es una cineasta, escritora y compositora colombiana, reconocida por haber dirigido las películas La ministra inmoral y La médium del venerable.

## Carrera
Zuluaga nació en la ciudad de Bogotá. Su padre, Horacio Zuluaga Machado, fue un propietario de varias salas de cine en Cundinamarca. Tras cursar estudios de diseño gráfico, se trasladó a Valencia para realizar un diplomado en dirección cinematográfica en la escuela NUCINE.
En 2007 dirigió y produjo su ópera prima, el largometraje La ministra inmoral, protagonizado por la actriz venezolana Ruddy Rodríguez. La película fue una adaptación de su propia novela de 2005. Amor a la plancha, telenovela emitida en el año 2003, se basó en su novela Mis maids y yo las desgracias de una ama de casa alrededor de las empleadas domésticas. En 2019 estrenó su segunda película, titulada La médium del venerable, basada en la vida y obra del médico venezolano José Gregorio Hernández y protagonizada por María Fernanda Martínez.

## Filmografía

### Como directora
- 2007 - La ministra inmoral
- 2019 - La médium del venerable